# 헬로우 미스터 록기
《헬로우 미스터 록기》는 홍록기의 진행으로 SBS 러브FM에서 방송된 프로그램이다. 2013년 4월 15일 SBS라디오 봄 개편으로 신설하였다. 매주 목요일에는 레이싱 모델 헬로우 걸즈(한소울, 박유리나)가 출연한다. 2016년 3월 25일 자로 3년 만에 폐지되었다.

## 코너
- 사연과 신청곡
- 슬로우 타임